# كوراونغ أبقع
طائر كورّاونغ الأبقع (باللاتينية: Strepera graculina) هو طائرٌ أسودُ متوسط الحجم جاثمٌ موطنه الأصلي جزيرة لورد هاو وأستراليا الشرقية. وهو من أحد أنواع الكورّاونغ [الإنجليزية] المنتمية إلى جنس Strepera وهو وثيق الصّلة بطيور النُّهْس والعقعق الأسترالي من فصيلة سنونو الغابات، ويمكن تمييز ستة من تحت أنواعٍ منها. إن شكله شبيه بالغراب قوي طوله وسطيًا قرابة 48 سم، ولون ريشه أسود أو رمادي أسخم ولون تحت الذيل ورقع جناحيه أبيض، ولون قزحية عينيه أصفر وله منقار غليظ. إنّ ذكَر الطائر وأنثاه متشابهان بالمظهر، ويعرف هذا الطائر بأصواته الموسيقية وأصل اسمه أهلي من إحدى لغات سكان أستراليا الأصليين.